# Блакитне полум'я
«Блакитне полум'я» (англ. Blue Blazes)— американська короткометражна кінокомедія Бастера Кітона 1936 року.

## Сюжет
Бастер стає пожежним, але, на жаль, не дуже хорошим. Однак, у нього є шанс проявити себе коли три жінки потрапили в палаючу будівлю.

## У ролях
- Бастер Кітон — Елмер Вайпл
- Артур Джарретт — головний пожежник
- Мерлін Стюарт — дочка головного пожежника (блондинка)
- Роуз Кесснер — дружина головного пожежника
- Петті Вілсон — дочка головного пожежника (брюнетка)